# Deep Lens Survey
O Deep Lens Survey (DLS, abreviação de "Deep Gravitational Lensing Survey") é um levantamento óptico que utiliza o National Optical Astronomy Observatories (Cerro Tololo) e os telescópios Mayall (Kitt Peak). O levantamento de campo profundo levou cinco anos para ser concluído (2001-2006), em quatro bandas: B, V, R, e Z. Os eventos ópticos transitórios (incluindo objetos em movimento, tais como corpos menores e cometas) e candidatas a supernovas são liberados em tempo real.